# 宍喰屋次郎右衛門
宍喰屋 次郎右衛門（ししくいや じろうえもん、生没年不詳）は、江戸時代前期の商人。号は宗甫。 

## 経歴・人物
立売堀川を開削し、寛永3年（1626年）にこれを完成させた。立売堀川にかかっていた宍喰屋橋（1956年撤去）にその名が残る。延宝期には大坂三郷の南組惣年寄をとなり、廻船問屋を営んだ。のち、新町廓中にある瓢箪町を支配した。